# Grabenbagger BTM-3

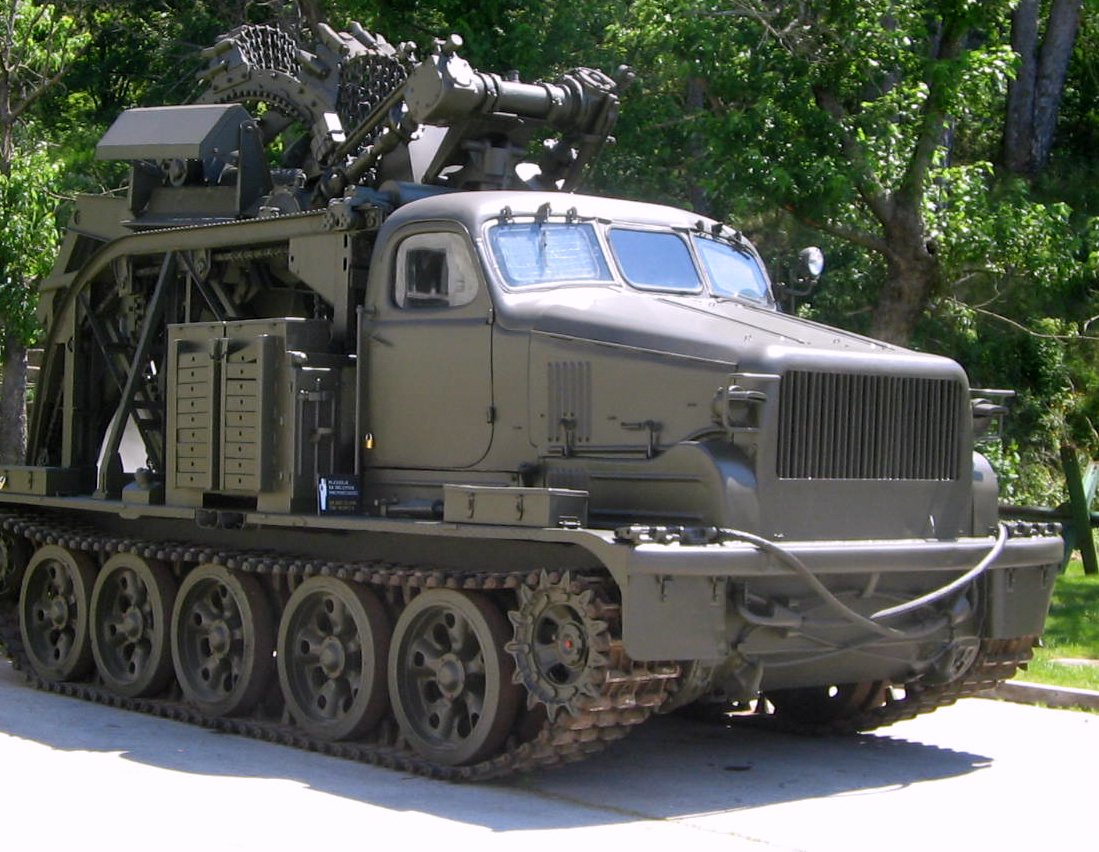
BTM-3

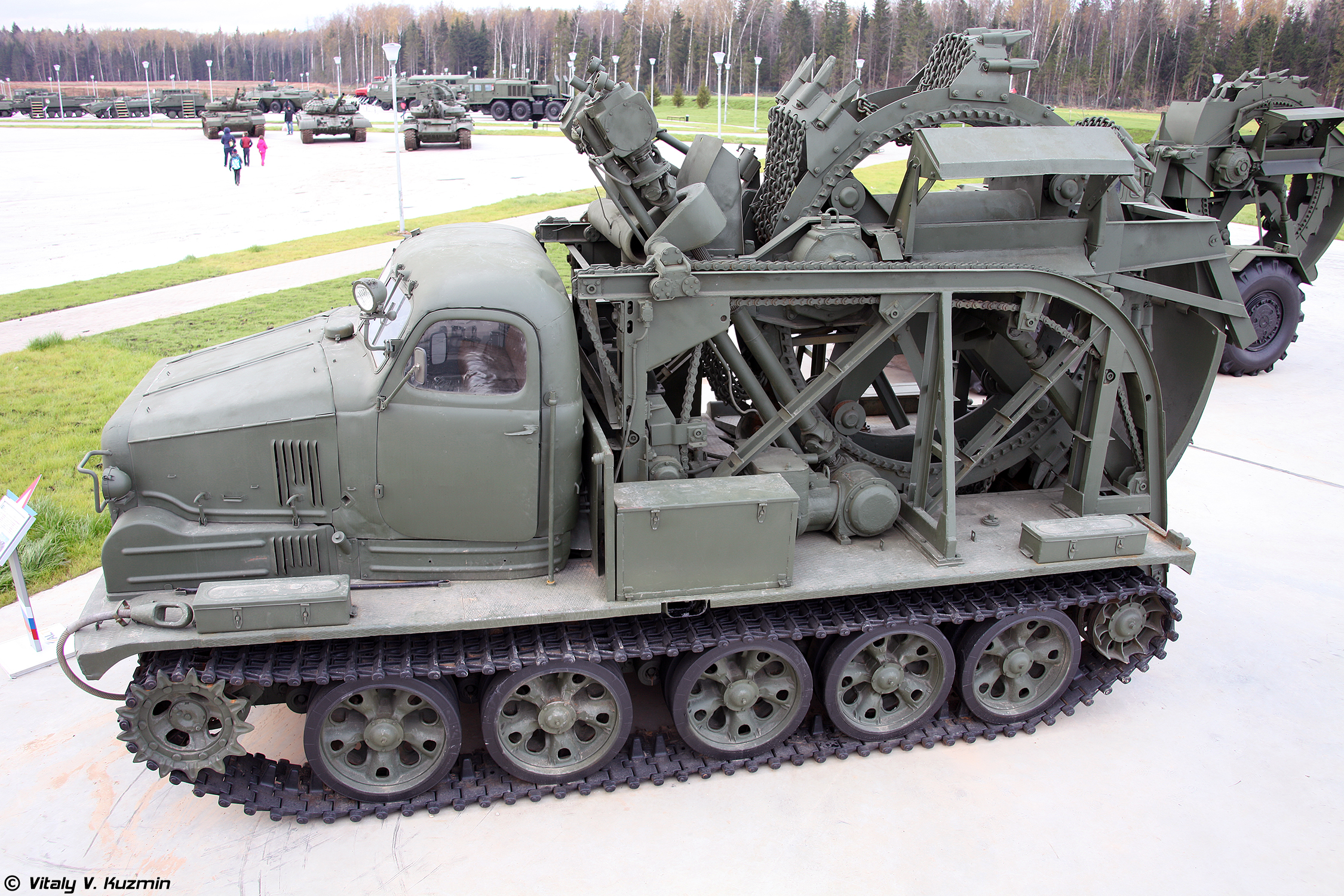
BTM-3

Der Grabenbagger BTM-3 (russisch БТМ – Быстроходная траншейная машина Bystrochodnaja transcheinaja maschina (etwa „Schnelle Grabenmaschine“ oder „Hochgeschwindigkeits-Grabenfräse“)) ist ein sowjetischer Militärbagger aus der Zeit nach dem Zweiten Weltkrieg. Die ersten Exemplare dieses Fahrzeuges erschienen Ende der 1950er-Jahre. Die Serienproduktion begann um 1960. Das Fahrzeug wird von einem einzigen A-401-Dieselmotor mit 415 PS angetrieben.
Der BTM-3 wurde als hochspezialisierter Bagger entwickelt, um militärische Gräben oder Kanäle für Kabel oder Rohre in nicht gefrorenem Boden zu graben. Die Basis für sein Design war der Traktor ATT-409, von dem viele Komponenten übernommen wurden: hauptsächlich Motor und Fahrgestell. Das sehr spezielle Fahrzeug benötigt etwa 10 Minuten, um von der Marschposition in den Betriebsmodus zu gelangen, und kann in einer Stunde mehrere hundert Meter Gräben mit einer Tiefe von 1,5 bis 1,8 Metern ausheben, abhängig von Tiefe und Bodenbeschaffenheit. Das Fahrzeug hat eine rotierende Grabschaufel an der Rückseite, mit der der Boden ausgehoben wird. Die Erde wird dabei seitlich aufgeworfen, sodass durch die zusätzliche Höhe ein weiterer Schutz für die Soldaten in den Gräben entsteht. Der BTM-3 ist auch mit einem Schild zum Einebnen des Bodens vor dem Graben und zum Verfüllen von Gruben oder Gräben ausgestattet. Ein gleichzeitiger Betrieb der Funktionen Planierraupe und Bagger ist jedoch nicht möglich. Die Armeen der NATO verfügen kaum über ein vergleichbares Gerät.
Wie im April 2023 bekannt wurde, ist das Gerät offenbar in der russischen Armee noch immer im Einsatz.